# كونتيننتال ريسورسيز
كونتيننتال ريسورسيز هي شركة أمريكية لاستكشاف وإنتاج النفط والغاز الطبيعي ومقرها في أوكلاهوما سيتي . تأسست الشركة من قبل هارولد هام في عام 1967 في سن ال 21 باسم شركة Shelly Dean Oil ، التي سميت في الأصل لابنتين السيد Hamm. في عام 1990 ، أعادت علامة Shelly Dean اسمها إلى كونتيننتال ريسورسيز، ومنذ أوائل عام 2000 أصبحت شركة رائدة في مجال النفط والغاز الطبيعي والتي تستخدم في المقام الأول التكسير الهيدروليكي والحفر الأفقي لإنتاج من تشكيلات نفاذية منخفضة في 48 قارة أمريكية أقل.
يعمل في الشركة حوالي 1000 موظف وتحتل مركز كونتيننتال أويل في وسط مدينة أوكلاهوما.

## العمليات الحالية
تشمل الأصول الأساسية للشركة تشكيل Bakken في داكوتا الشمالية ومونتانا، وتلعب STACK و SCOOP في أوكلاهوما. في عام 2017 ، بلغ إجمالي الإنتاج 242 ألف برميل مؤكد يوميًا، 57٪ منها عبارة عن بترول و 43٪ من الغاز الطبيعي .

## روابط خارجية
الموقع الرسمي